# Villa Flora (Siena)
Villa Flora si trova a Siena. È un tipico esempio di abitazione borghese di campagna edificata nella seconda metà del XIX secolo, anche se oggi ha perso l'originaria funzione di azienda agricola.
L'edificio ha una pianta rettangolare, sviluppata su tre piani, con una struttura piuttosto semplice della facciata, decorata da lesene interrotte solo da un balcone.
Si accede alla proprietà da un cancello posto tra quattro pilastri lavorati a bugnato, dal quale partono due vialetti lungo il muro perimetrale (ornati da fioriere, panchine e statue) e due strade carrabili che portano alla villa. 
Il giardino è costruito secondo i canoni del parco all'inglese, con un impianto irregolare composto da prati su pendenze variabili collegati da sentieri e scale in travertino. 
Davanti alla villa, al centro del parco, è disposta un'aiuola circolare con palme nane, rose e un glicine.
Altri edifici minori disposti nel parco sono la cappella, la voliera metallica a base semicircolare, un nifeo e la limonaia. Quest'ultima ha sette sporti, con quello centrale che funge da ingresso ed è decorato da due leoni marmorei stilizzati; contiene una suggestiva fontana semicircolare con sassi spugnosi, conchiglie, concrezioni calcaree e vulcaniche, assemblati in foggia artistica tramite calce.
Il ninfeo si trova nella parte sud-est, accanto alla limonaia, ed è raggiungibile tramite una scaletta in travertino. Vi si trova una fontana a zampillo con un ponticello e una scultura di ranocchio. La vasca è alimentata da una grande cisterna, posta più in alto e collegata anche a un pozzo nei pressi dell'abitazione.